# Джо Данте
Джо Данте (англ. Joe Dante; 28 листопада 1946) — американський режисер.

## Біографія
Джо Данте народився 28 листопада 1946 року у місті Моррістаун штат Нью-Джерсі, США. Його батько був професійним гольфістом і написав кілька книг про правила і тонкощі цієї гри. У семирічному віці Джо перехворів поліомієлітом і ледь не залишився калікою. Тоді він вирішив вибрати малювання, а не спорт, як наполягали його батьки. Після закінчення школи вступив у Філадельфійський коледж мистецтв і став малювати для журналів «Castle of Frankenstein» і «Famous monsters of Filmland». Джо разом зі своїм другом Джоном Девісом змонтували семигодинний фільм зі шматочків різних фільмів, рекламних роликів і трейлерів під назвою «The Movie Orgy» (1968). У 1974 році переїхав до Каліфорнії і почав працювати на студії «New World Pictures» під керівництвом відомого режисера і продюсера Роджера Кормана. Першою самостійною роботою Джо Данте став фільм «Піранья» (1978). Найбільш відомі фільми режисера: «Виття» (1981), «Поліцейський відділ!» (1982), «Гремліни» (1984), «Внутрішній простір» (1987), «Гремліни 2» (1990), «Солдатики» (1998).
Академія фантастичних фільмів, фентазі і фільмів жахів США вручила Данте свій приз «Сатурн» у номінаціях найкращий монтаж за картину «Піранья» і найкращу режисуру за фільм «Гремліни», а також номінувала за найкращу режисуру у «Внутрішній простір» і «Гремліни 2».

## Фільмографія

### Фільми
| Рік  |     | Українська назва         | Оригінальна назва                  | Роль                                  |
| ---- | --- | ------------------------ | ---------------------------------- | ------------------------------------- |
| 1968 | док |                          | The Movie Orgy                     | режисер, монтажер                     |
| 1976 | ф   | Бульвар Голлівуд         | Hollywood Boulevard                | режисер, монтажер                     |
| 1977 | ф   |                          | Grand Theft Auto                   | монтажер                              |
| 1978 | ф   | Піранья                  | Piranha                            | режисер, монтажер                     |
| 1979 | ф   | Школа рок-н-ролу         | Rock 'n' Roll High School          | автор історії                         |
| 1981 | ф   | Виття                    | The Howling                        | режисер, монтажер                     |
| 1983 | ф   | Сутінкова зона           | Twilight Zone: The Movie           | режисер (Сегмент: "It’s a Good Life") |
| 1984 | ф   | Гремліни                 | Gremlins                           | режисер                               |
| 1985 | ф   | Дослідники               | Explorers                          | режисер                               |
| 1987 | ф   | Внутрішній простір       | Innerspace                         | режисер                               |
| 1987 | ф   | Амазонки на Місяці       | Amazon Women on the Moon           | режисер                               |
| 1989 | ф   | Передмістя               | The 'Burbs                         | режисер                               |
| 1990 | ф   | Гремліни 2               | Gremlins 2: The New Batch          | режисер                               |
| 1993 | ф   | Денний сеанс             | Matinee                            | режисер                               |
| 1996 | ф   | Фантом                   | The Phantom                        | продюсер                              |
| 1997 | тф  | Друга громадянська війна | The Second Civil War               | режисер                               |
| 1998 | тф  | Хроніки Осіріса          | The Warlord: Battle for the Galaxy | режисер, продюсер                     |
| 1998 | ф   | Солдатики                | Small Soldiers                     | режисер                               |
| 2003 | ф   | Луні Тюнз: Знову в дії   | Looney Tunes: Back in Action       | режисер                               |
| 2006 | ф   | Спіймані в пастку        | Trapped Ashes                      | режисер                               |
| 2007 | тф  | Найбільше шоу            | The Greatest Show Ever             | режисер                               |
| 2009 | ф   | Врата                    | The Hole                           | режисер                               |
| 2011 | ф   | Стежка крові             | Trail of Blood                     | продюсер                              |
| 2014 | ф   | Моя дівчина — зомбі      | Burying the Ex                     | режисер                               |
| 2015 | ф   | Темрява                  | Dark                               | продюсер                              |
| 2018 | ф   | Кінотеатр жахів          | Nightmare Cinema                   | режисер (Сегмент: "Mirari")           |

### Серіали
| Рік       |   | Українська назва             | Оригінальна назва   | Роль                                                                |
| --------- | - | ---------------------------- | ------------------- | ------------------------------------------------------------------- |
| 1982      | с | Поліцейський відділ!         | Police Squad!       | режисер (Серії: "Ring of Fear" та "Testimony of Evil")              |
| 1985      | с | Зона сутінків                | The Twilight Zone   | режисер (Серія: "The Shadow Man")                                   |
| 1986      | с | Дивовижні історії            | Amazing Stories     | режисер (Серії: "Boo!" та "The Greibble")                           |
| 1991—1992 | с | Місто надприродного. Індіана | Eerie, Indiana      | режисер (5 серій)                                                   |
| 1995      | с | Ожилі полотна                | Picture Windows     | режисер (Серія: "Lightning")                                        |
| 2001      | с | Нічні бачення                | Night Visions       | режисер (Серії: "Quiet Please" та "The Occupant")                   |
| 2002—2003 | с | Єремія                       | Jeremiah            | виконавчий продюсер (21 серія)                                      |
| 2005—2006 | с | Майстри жахів                | Masters of Horror   | режисер (Серії: "Homecoming" та "The Screwfly Solution")            |
| 2007      | с | Місце злочину: Нью-Йорк      | CSI: NY             | режисер (Серія: "Boo")                                              |
| 2009      | с |                              | Splatter            | режисер (10 серій)                                                  |
| 2011—2015 | с | Гаваї 5.0                    | Hawaii Five-0       | режисер (10 серій)                                                  |
| 2014      | с | Відьми Іст-Енду              | Witches of East End | режисер (Серії: "When a Mandragora Loves a Woman" та "Poe Way Out") |
| 2014—2016 | с | Салем                        | Salem               | режисер (Серії: "The Beckoning Fair One" та "Night's Black Agents") |
| 2016      | с | Легенди завтрашнього дня     | Legends of Tomorrow | режисер (Серія: "Night of the Hawk")                                |
| 2016      | с |                              | MacGyver            | режисер (Серія: "Wire Cutter")                                      |